# Кузнецов Іван Степанович
Іван Степанович Кузнецов (1900, село Борки Сердобського повіту Саратовської губернії, тепер Пензенської області, Російська Федерація — 1976) — радянський державний і комуністичний діяч, 1-й секретар Костромського обкому ВКП(б). Депутат Верховної Ради Російської РФСР 2-го скликання. Депутат Верховної ради СРСР 3-го скликання.

## Життєпис
Народився в селянській родині. З 1918 року служив у Червоній армії, учасник громадянської війни в Росії. Був важко поранений та демобілізований із армії.
З 1922 року працював вчителем Новопокровської школи Саратовської губернії, обирався секретарем комсомольської організації. Член РКП(б) з 1925 року.
Працював на відповідальній профспілковій роботі в Саратовській губернії. Був завідувачем повітового відділу Спілки працівників освіти та завідувачем повітового відділу народної освіти в Саратовській губернії.
У 1929—1936 роках — директор Пугачовського сільськогосподарського технікуму Саратовського краю.
У 1936—1939 роках — директор Ростовського технікуму механізації сільського господарства Ярославської області.
У 1939 році закінчив Московський інститут Держплану СРСР імені Крижановського, економіст-плановик із народногосподарського планування.
У 1939—1940 роках — на політичній роботі в Червоній армії під час радянсько-фінської війни. Служив політруком роти, військовим комісаром спецчастини стрілецької дивізії.
До 1943 року — завідувач військового відділу Ростовського районного комітету ВКП(б) Ярославської області; завідувач військового відділу Даниловського районного комітету ВКП(б) Ярославської області.
У 1943—1945 роках — відповідальний організатор відділу партійних кадрів Управління кадрів ЦК ВКП(б).
У 1945 — грудні 1946 року — 2-й секретар Красноярського крайового комітету ВКП(б).
27 грудня 1946 — жовтень 1950 року — 1-й секретар Костромського обласного комітету ВКП(б).
У 1950—1951 роках — в резерві ЦК ВКП(б).
У 1951—1953 роках — завідувач Орловського обласного відділу народної освіти.
З 1953 року — начальник планово-фінансового управління Міністерства освіти РРФСР.
У 1959—1961 роках — завідувач відділу кадрів та аспірантури у Всесоюзній академії сільськогосподарських наук імені Леніна в Москві. Читав лекції у товаристві «Знання».
З 1974 року — персональний пенсіонер. Помер у 1976 році.

## Нагороди
- орден «Знак Пошани»
- медаль «За бойові заслуги»
- медаль «За доблесну працю у Великій Вітчизняній війні 1941—1945 рр.»
- медалі
- значок «Відмінник соціалістичного змагання сільського господарства РРФСР»